# Kairo
Kairo (arabisk: 'القاهرة, al-Qāhirah  ( hør), på dansk også hyppigt: Cairo), som betyder den "triumferende", er Egyptens hovedstad med 9.606.916(2018) indbyggere og 21.381.869 (2021)  indbyggere i Kairo metroområde, hvilket gør byen til Afrikas folkerigeste hovedstad og blandt de tyve folkerigeste byer i verden. Kairo er anlagt, hvor Nilen begynder at forgrene sig i det frodige delta, ca. 160 km syd for Middelhavet.
Mange tilflyttere kommer til Kairo. Ofte først familiefaderen, som efter at have fundet et opholdssted, og helst et arbejde, henter resten af familien til den lokkende storby. Mange af disse tilflyttere bor på gaden eller i parker. Tusinder har taget kirkegårdene i brug og er flyttet ind i de store mausoleer, der findes. Særlig kendt er den såkaldte "City of the Dead".
I byen ligger Det Egyptiske Museum, der har en af verdens største samlinger af genstande fra Det gamle Egypten. Det åbnede i 1902.

## Historie
Ca 600 f. Kr. byggede perserne et fort på det sted, hvor Kairo nu ligger. Da romerne erobrede Egypten, benyttede de fortet i en periode og kaldte det Fort Babylon. Da der var problemer med at skaffe vand – dengang lå fortet tættere på Nilen end i dag, flyttede Trajan det til den nuværende placering. Her grundlagdes en af de første og største kristne menigheder. Man kan stadig se resterne af et tårn i fæstningen fra år 98.
I 642 kom byen under muslimsk herredømme, da den blev erobret af hærføreren Amr. Byen begyndte for alvor at vokse efter 969, hvor Fatimide-dynastiet udnævnte Kairo til hovedstad. Byen udviklede sig også under Saladin og mamelukstyret fra det 13. til det 15. århundrede. I det 15. århundrede oplevede byen både pest og mongolske angreb. I 1517 erobrede tyrkerne Kairo, og holdt byen frem til 1798, hvor Napoleon erobrede byen, og først i 1800-tallet begyndte byen igen at blomstre.
Den moderne del af byen ligger på Nilens østbred, og omfatter de to øer Gezira og Roda. Især på den førstnævnte er der mange rekreative områder, såsom parker, golfbaner, væddeløbsbane mm. De grønne områder når mange steder helt ned til floden. 11 broer forbinder Nilens bredder med øerne. Byens vartegn, Kairotårnet på 187 meter, tilbyder udsigt over byen fra den roterende restaurant på toppen.